# Jean Pépin
Jean Pépin (* 30. März 1924; † 10. September 2005) war ein französischer Philosophiehistoriker.
Pépin studierte von 1942 bis 1948 Philosophie und Theologie an der Universität Toulouse. 1950 wurde er in den CNRS aufgenommen, wo er 1969 ein Forschungsteam „Histoire des doctrines de la fin de l’Antiquité et du haut Moyen âge“ (UPR 76) einrichtete, das er bis 1986 leitete. Das daraus hervorgegangene Forschungszentrum trägt heute seinen Namen (Centre Jean Pépin). Von 1963 an lehrte er zugleich an der École Pratique des Hautes Études (IVe section : Sciences historiques et philologiques). 1979 begründete er im Verlag Vrin die Publikationsreihe „Histoire des doctrines de l’Antiquité classique“.
Pépin arbeitete vor allem zum Neuplatonismus und zur Rezeption der griechischen Philosophie in der patristischen Theologie.

## Schriften (Auswahl)
- Mythe et allégorie. Paris, Éditions Montaigne, 1958.
- Les Deux approches du christianisme. Paris, Éditions de Minuit, 1961.
- Théologie cosmique et théologie chrétienne. Paris, Presses universitaires de France, « Bibliothèque de philosophie contemporaine », 1964.
- Dante et la tradition de l’allégorie. Montréal, Institut d’études médiévales-Paris, Librairie philosophique J. Vrin, 1970.
- Idées grecques sur l’homme et sur Dieu. Paris, les Belles lettres, 1971.
- Saint Augustin et la dialectique. Paris, Villanova (Pa.), Villanova university press, 1976.
- Études sur les lectures philosophiques de saint Augustin. Amsterdam, A.M. Hakkert, 1977.
- De la philosophie ancienne à la théologie patristique. London, Variorum reprints, 1986.
- (Hrsg.), Proclus lecteur et interprète des anciens. Paris, Éditions du CNRS, 1987.
- La Tradition de l’allégorie de Philon d’Alexandrie à Dante. Paris, Études augustiniennes, 1987